# Antonín Čížek II.
Antonín Čížek II. (též Antonín Čížek mladší, 11. listopadu 1865 Praha-Nové Město – 3. června 1897 Královské Vinohrady) byl český advokát, obchodník a levicový politik souzený v procesu s Omladinou v březnu roku 1894, ve kterém zároveň působil jako obhájce celé skupiny. Roku 1897 se spolupodílel na založení Radikální pokrokové strany, krátce nato pak zemřel.

## Život

### Mládí
Narodil se v Praze. Pocházel z pražské advokátské rodiny JUDr. Antonína Čížka staršího, původem ze Slap, pozdějšího poslance Českého zemského sněmu a jeho manželky Anny, rozené Weisbergové. Po otcově smrti roku 1883 žil u redaktora Národních listů Karla Tůmy. Studoval Právnickou fakultu Karlo-Ferdinandovy univerzity v Praze, doktorské zkoušky nicméně nesložil a užíval titul JUC. Ve svých studentských letech se netajil svými národoveckými a protirakouskými postoji a stýkal se Posléze byl zaměstnán jako tajemník poslaneckého klubu Národní strany svobodomyslné (mladočeši). Skrze tyto kruhy se následně potkával mj. s Václavem Čížkem, radikálním vlasteneckým aktivistou, který pracoval jako písař u mladočeského poslance a starosty Vršovic Josefa Herolda.

### Proces s tzv. Omladinou

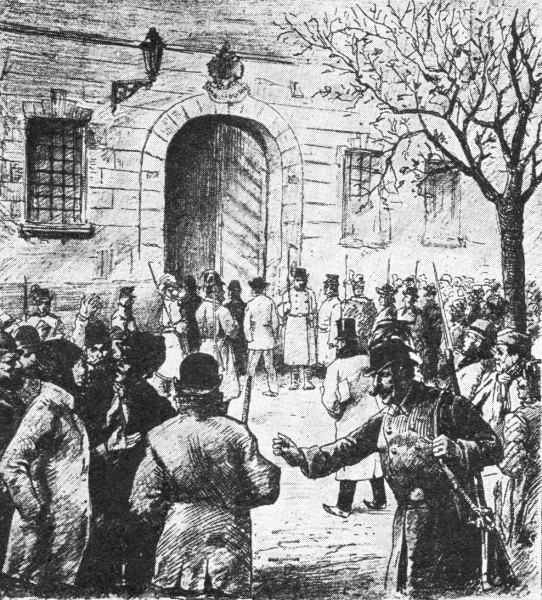
Proces s Omladinou (dobová kresba)

17. května 1893 byl ukončen poslední pokus o přijetí tzv. punktačních bodů, které měly česko-německé národnostní spory vyřešit faktickým rozdělením zemské správy na oblasti české, německé a smíšené, a tím v podstatě rozložit tradiční Království české. V červnu 1893 zorganizovala německorakouská sociálně demokratická strana velké demonstrace za všeobecné hlasovací právo. Napjatá politická atmosféra vyvrcholila 17. srpna 1893 masivním incidentem při slavnostním průvodu Prahou u příležitosti oslav třiašedesátých narozenin císaře Františka Josefa I. Rakouská policie následně začala hromadně zatýkat v řadách české radikální mládeže. Čížek se posléze stal jednou z posledních výrazných figur, které zatčeny nebyly.
Úřední vyšetřovací verze policie pod vedením vyšetřovatele Václava Oliče spočívala v předpokladu existence tajného, tj., úředně nepovoleného, radikálního spolku, který měl protestní a další protirakouské akce (šíření letáků a tiskovin, přemalovávání rakouských státních symbolů atd.). Verzi podporovalo i množství drobných, úředně neoznámených spolků mládeže, které se často s odkazem na svůj věk nazývali omladina, stejně jako částečně smyšlená svědectví několika českých konfidentů, především dvacetiletého Rudolfa Mrvy. Po Mrvově brutální vraždě dvěma jeho přáteli O. Doležalem a F. Dragounem byl při nové vlně zatýkání zadržen také Antonín Čížek II. a obviněn z podílu na násilném činu. Celkem 76 zatčených tzv. omladinářů bylo vězněno v Novoměstské káznici v areálu Novoměstské radnice, všem bylo mezi 16 a 31 lety. Mezi zadrženými byli například politici Alois Rašín, právník Karel Stanislav Sokol, Josef Škába, básník Stanislav Kostka Neumann, bratři Antonín a Alois Hajnové, Václav Čížek, Jan Ziegloser nebo novinář Antonín Pravoslav Veselý.

### Soud a osvobození
Soudní proces s Omladinou probíhal v soudní síni Novoměstské káznice od 13. do 20. března 1894, Antonín Čížek v něm díky svému vzdělání figuroval jako obhájce celé skupiny. Jednání za mimořádného veřejného zájmu a masivní účasti příchozích probíhala mimořádně emotivně a byla často přerušována výkřiky z davu či z řad souzených, v čele s halasným Václavem Čížkem. Antonín Čížek se úspěšně obhájil a dosáhl svého plného osvobození, mimo jiné díky tomu Doležal a Dragoun se později k vraždě sami doznali. Nejvyšší tresty odnětí svobody byly nakonec uděleny Janu Ziegloserovi (8 let), Václavu Čížkovi (6 let), dalších 66 odsouzených dostalo tresty vězení v délce od několika měsíců do tří let. Odsouzení podle politických paragrafů byli uvězněni v plzeňské věznici na Borech, odsouzení podle kriminálních paragrafů (výtržnictví apod.) byli umístěni do Pankrácké věznice v Praze. Všichni byli v blízké době postupně propuštěni, poslední věznění se dostali na svobodu v rámci amnestie vyhlášené na 4. listopadu 1895:
Antonín Čížek společně s Aloisem Hajnem pak sepsal knihu, která podrobně zmapovala průběh procesu s tzv. Omladinou. Dále působil jako novinář publikoval pod řadou zkratek a šifer (At. S., At. Salv., Salv. At., Salvat., vk.) v pokrokářských periodikách Neodvislost, Radikální listy, Nové proudy a Samostatnost. 4. dubna 1897 stál u vzniku Radikálně pokrokové strany, spolu s Antonínem a Aloisem Hajnovými, Antonínem Kalinou a dalšími. Vlastnil obchodní firmu na Královských Vinohradech, kde jako podílník působil jeho bratr Jiří.

### Úmrtí
Antonín Čížek II. zemřel 3. června 1897 na Královských Vinohradech ve věku 31 let. Pohřben byl v rodinné hrobce na Olšanských hřbitovech.

### Rodinný život
Antonín Čížek II. byl ženatý s Vlastou, rozenou Kratochvílovou, pocházející ze selské rodiny z Podřipska. Roku 1896 se jim narodila dcera Vlasta, která se později provdala do Roudnice nad Labem.
Zda jde v případě Antonína Čížka a Václava Čížka o shodu příjmení, či je pojil příbuzenský vztah, není jasné.